# Allan Eriksson (kompositör)
Allan Gustav Eriksson, född den 13 oktober 1911 i Greksåsar, Nora bergslag, Västmanland, död den 14 januari 1993 i Södermalm, Stockholm, var en svensk musiker (dragspel) och kompositör.

## Biografi
Allan Eriksson började spela dragspel vid 14 års ålder. Han flyttade till Stockholm 1931. Han bildade Allan Erikssons Kvintett under 1940-talet. Han hade ett eget radioprogram under 1940- och 1950-talet. Han komponerade totalt ett 70-tal titlar i svensk gammaldansstil, bl.a. valsen När Lyckan Ler (1949).

## Diskografi

### EP
- 1958 - Dags för dans
- 1959 - Upp till dans
- Till dans
- I dur och moll
- Allan Erikssons Kvintett

### Album
- 1966 - I Noraskog
- 1970 - Dans på Älvamossen
- 1973 - Sommar i Bergslagen
- 1975 - Solskensfröjd
- 1976 - Den gamla fäbodstugan
- 1981 - På sommarängen
- 1982 - Skansenidyll

### Samlingsskivor
- Dragspel! (Carl Jularbos orkester och Allan Erikssons Kvintett)
- Dragspel (Lill-Magnus, Conny Sahm, Allan och Lars Eriksson, Allan Kartberg)

## Filmografi
- 1946 - 100 dragspel och en flicka
- 1950 - Min syster och jag